# Фрібург (Міссурі)
Фрібург (англ. Freeburg) — селище (англ. village) в США, в окрузі Осейдж штату Міссурі. Населення — 409 осіб (2020).

## Географія
Фрібург розташований за координатами 38°18′58″ пн. ш. 91°55′20″ зх. д. / 38.31611° пн. ш. 91.92222° зх. д. (38.316104, -91.922331).  За даними Бюро перепису населення США в 2010 році селище мало площу 2,16 км², уся площа — суходіл.

## Демографія
Згідно з переписом 2010 року, у селищі мешкало 437 осіб у 199 домогосподарствах у складі 123 родин. Густота населення становила 202 особи/км².  Було 227 помешкань (105/км²).
Расовий склад населення:
| - 98,9 % — білих - 0,5 % — вихідців з тихоокеанських островів - 0,2 % — азіатів |

До двох чи більше рас належало 0,5 %. Частка іспаномовних становила 0,7 % від усіх жителів.
За віковим діапазоном населення розподілялося таким чином: 21,3 % — особи молодші 18 років, 59,5 % — особи у віці 18—64 років, 19,2 % — особи у віці 65 років та старші. Медіана віку мешканця становила 40,6 року. На 100 осіб жіночої статі у селищі припадало 103,3 чоловіків;  на 100 жінок у віці від 18 років та старших — 102,4 чоловіків також старших 18 років.
Середній дохід на одне домашнє господарство  становив 47 638 доларів США (медіана — 33 125), а середній дохід на одну сім'ю — 56 061 долар (медіана — 45 625). Медіана доходів становила 32 500 доларів для чоловіків та 30 125 доларів для жінок. За межею бідності перебувало 13,0 % осіб, у тому числі 23,7 % дітей у віці до 18 років та 1,2 % осіб у віці 65 років та старших.
Цивільне працевлаштоване населення становило 218 осіб. Основні галузі зайнятості: виробництво — 39,9 %, освіта, охорона здоров'я та соціальна допомога — 11,5 %, роздрібна торгівля — 11,0 %, публічна адміністрація — 10,6 %.